# باسالت (کلرادو)
باسالت (به انگلیسی: Basalt) شهری در ایالت کلرادو کشور ایالات متحده آمریکا است که جمعیت آن در سرشماری سال ۲۰۱۰ میلادی، ۳٬۸۵۷ نفر بوده‌است.